# Neckera complanata
Neckera complanata (Glattes Neckermoos) ist eine Laubmoosart, die in Mitteleuropa recht verbreitet ist und auffällige, glänzende, oft an Felsen herabhängende Rasen bildet.

## Beschreibung
Die Pflanzen bilden ausgedehnte, glänzende, hellgrüne Überzüge auf dem Substrat. In der Regel wachsen sie auf senkrechten Substraten, und die Triebspitzen stehen waagerecht ab und sind oft treppenartig gestuft. Die bis zu 15 cm langen, oft mehr oder weniger regelmäßig gefiederten Stämmchen bilden häufig Flagellen in Form von lang ausgezogenen, dünnen Ästchen mit reduzierten, schuppenförmigen Blättern. Häufig werden so viele Flagellen gebildet, dass der gesamte Rasen aus Flagellen zu bestehen scheint.
Die Blätter sind nicht querwellig. Sie sind eilänglich bis zungenförmig und sind vorne kurz bespitzt, wobei die Blattspitze gelegentlich gezähnelt ist. Die Zellen der Blattspreite sind prosenchymatisch, aber gegen die Spitze hin verkürzt und rhombisch. Eine Blattrippe fehlt oder ist kurz und doppelt.
Die Kapseln sind über die Moosrasen emporgehoben.

## Verbreitung und Standortansprüche
Die Art wächst vor allem an kalkhaltigen Felsen, seltener auch an kalkfreien Felsen oder auf Rinde.
Sie kommt in den gemäßigten Breiten der nördlichen Hemisphäre vor. In Mitteleuropa ist sie in den Mittelgebirgen und den Alpen vor allem in Kalkgebieten weit verbreitet. Im Flachland ist sie seltener.